# Eruga viatrix
Eruga viatrix är en stekelart som först beskrevs av André Seyrig 1932.  Eruga viatrix ingår i släktet Eruga och familjen brokparasitsteklar. Inga underarter finns listade i Catalogue of Life.